# Cauzalitate

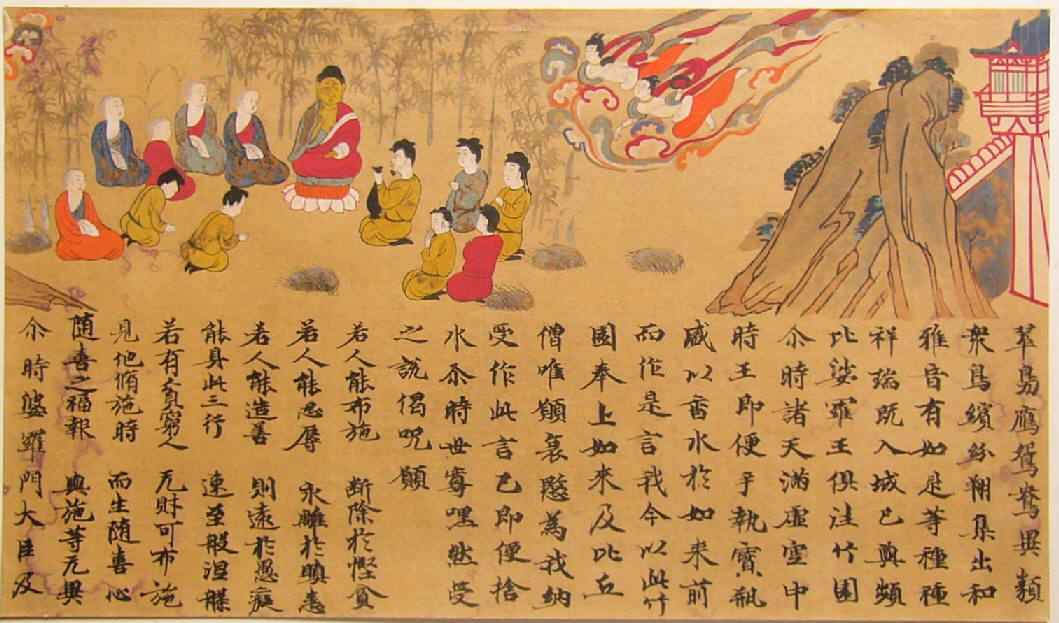
Sutra ilustrată a cauzei şi efectului. secolul al VIII-lea, Japonia

În filozofie, „cauzalitatea” se referă la conceptul de relații de cauză sau cauză-efect.
Caracteristicile principale care identifică o astfel de relație includ:
- Relațiile între evenimente
- Evenimentul A (cauza) este pricina pentru un eveniment ulterior, evenimentul B (efectul).[1]
- Primul eveniment A este precedentul cronologic evenimentului B.
- Un eveniment de tip A este oricând urmat de evenimentul B.

Principiul (sau legea) cauzalității = principiu (lege) potrivit căruia (căreia) orice fenomen are o cauză. împreună cu categoria necesității și cu recunoașterea legilor obiective, stă la baza determinismului.

### Enciclopedia Filosofiei Stanford
- Backwards Causation
- Causal Processes
- Causation and Manipulability
- Causation in the Law
- Counterfactual Theories of Causation
- Medieval Theories of Causation
- Probabilistic Causation
- The Metaphysics of Causation

### General
- Dictionary of the History of Ideas: Arhivat în 16 octombrie 2007, la Wayback Machine. Causation
- Dictionary of the History of Ideas: Arhivat în 16 octombrie 2007, la Wayback Machine. Causation in History
- Dictionary of the History of Ideas: Arhivat în 14 octombrie 2007, la Wayback Machine. Causation in Law

## Vezi și
- Paradoxul lui Newcomb